# 林家八楽
林家 八楽（はやしや はちらく、1998年5月10日 - ）は、紙切りの芸人。落語協会所属。本名：山﨑 義宗。出囃子は『暴れん坊将軍・殺陣のテーマ』。

## 経歴
1998年5月10日、埼玉県草加市氷川町に紙切り師林家二楽の実子として生まれる。埼玉県立草加西高等学校卒業。
2017年9月に父である二楽に入門。2019年1月21日、桃月庵あられ（現：桃月庵黒酒）と共に前座となり、「八楽」を名乗る。
2022年11月1日、前座修行を終え年季明け。色物「紙切り」として落語協会正会員となる。なお、同日には落語家の春風亭だいえい、三遊亭ごはんつぶ、桃月庵黒酒が二ツ目に昇進した。

## 芸歴
- 2017年9月 - 林家二楽に入門。
- 2019年1月 - 前座となり、「八楽」を名乗る。
- 2022年11月 - 落語協会正会員となる。